# 維納河 (因河支流)
46°48′56″N 10°21′41″E / 46.81550°N 10.36143°E

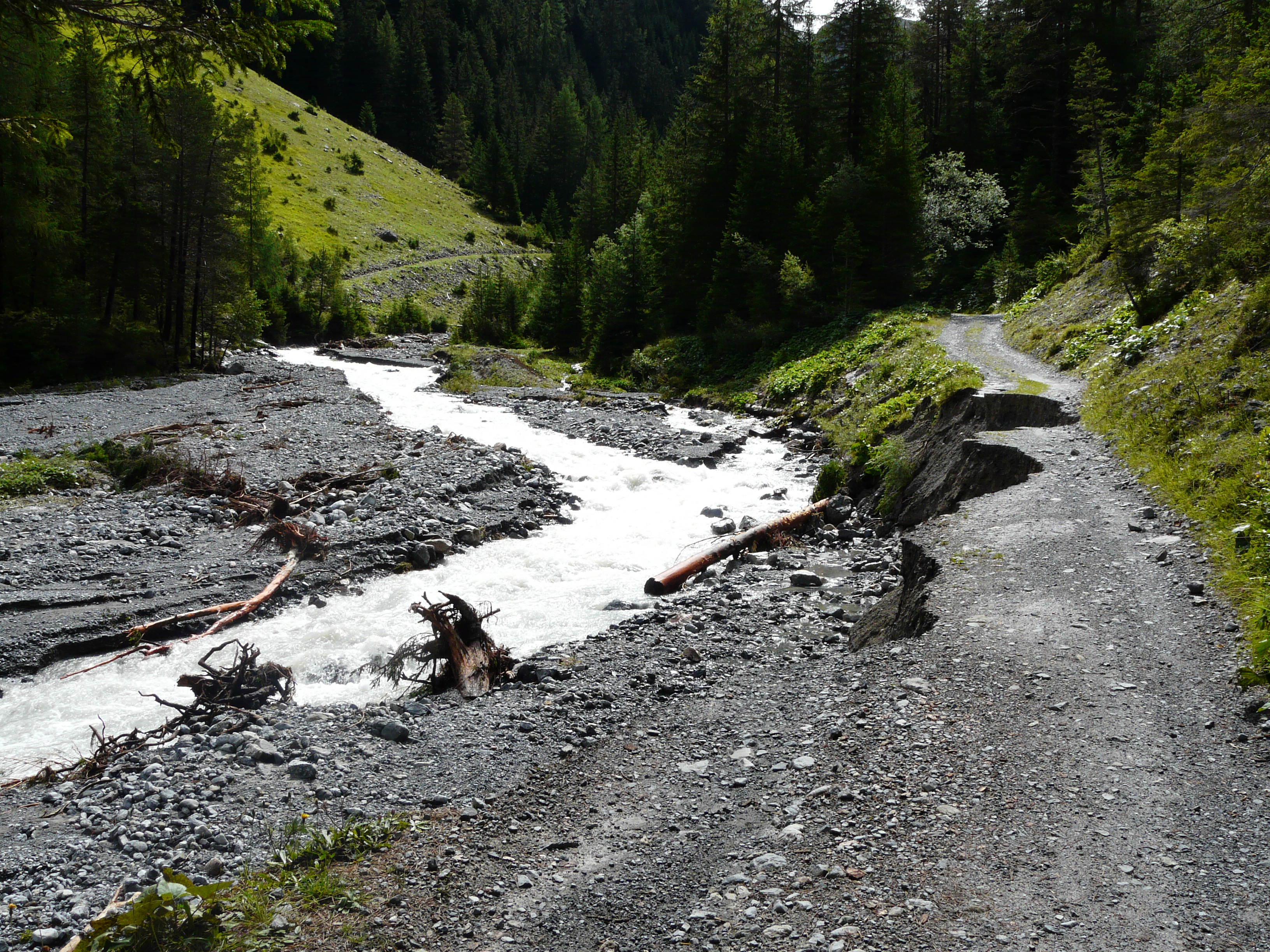

維納河是中歐的河流，流經瑞士和奧地利，屬於因河的右支流，河道全長13.6公里，流域面積45平方公里，河畔城鎮有馬萊斯韋諾斯塔和施庫奧爾。